# Ситроен Ц5
Ситроен Ц5 (фр. Citroën C5) је велики породични аутомобил који производи француска фабрика аутомобила Ситроен. Производи се од 2001. године.

## Историјат

### Прва генерација (2001–2008)
Представљен је на сајму аутомобила у Паризу 2001. године као наследник ксантије. У караван верзији први пут се појављује на сајму у Женеви такође 2001. године.
Ситроен има велику репутацију када је у питању удобност, захваљујући хидропнеуматској суспензији, који се деценијама примењују у својим великим моделима, а то се односи и на Ц5. Ц5 остаје веран јединственом хидрауличном вешању, најновијој инкарнацији под називом Hidractive 3. Једна од погодности јесте аутоматско подешавање висине, тако да на брзинама преко 68 km/h на добром путу, ауто се спушта 15 мм на предњем, а на задњем делу аутомобила 11 мм. Међутим, ако се наиђе на лош пут, аутомобил који иде брзином мањом од 44 km/h, висина возила ће се аутоматски подићи за 13 мм. Краси га удобност, а ствар је у томе да нема класичне амортизере ни класично вешање већ гасни систем вешања, који чини да се путници возе као на облацима.
У почетку је био критикован због сувише безизражајног изгледа. Предњи део има заобљена светла, а позади се користе светла у облику латиничног слова Д. 2004. године Ц5 је доживео велики редизајн, у складу са изгледом прве генерације Ситроена Ц4. Добија потпуно нови предњи и задњи крај и због тога се често говори о другој генерацији. Предња и задња светла добијају модернији облик. Продужен је са 4618 мм на 4745 мм, као и караван од 4755 мм на 4840 мм. У овом тренутку, било је и промена у опреми и моторима.
Мотори које је користио Ц5 су, бензински од 1.8 (115 КС), 2.0 (136 и 140 КС), 3.0 (207 и 211 КС), као и дизел-моторе од 1.6 (109 КС), 2.0 (90, 109 и 136 КС) и 2.2 (133 и 170 КС).
- пре редизајна
- пре редизајна
- пре редизајна, караван
- редизајн
- редизајн
- караван

### Друга генерација (2008–2017)
Друга генерација Ц5 је званично представљена у октобру 2007. године. Међутим, ова друга генерација је често критикована, нарочито од стране љубитеља Ситроена, по свом немачком спољашњем дизајну, што га чини више као немачко него као француско возило. Лансиран је фебруара 2008. године, а караван верзија маја исте године, која се зове Ц5 турер.
Друга генерација је велико унапређење у односу на свог претходника. Далеко је више софистициран, са високим квалитетом ентеријера, ефикаснији спољашњи дизајн, и много бољи квалитет израде целог аутомобила. Нови дизајн и практичност му пружају бољи имиџ. Иако је ово нови модел, има неке карактеристике старог: одлични дизел мотори, и висок ниво опреме. Друга генерација је доступна као и прва са хидропнеуматском суспензијом, а неки модели имају и класично ослањање. 2011. и јула 2012. године Ц5 је добио благи редизајн. Ц5 је на Euro NCAP тесту, 2009. године, добио максималних пет звездица за безбедност.
Мотори које користи друга генерација су, бензински од 1.6 (120 и 156 КС), 1.8 (125 КС), 2.0 (140 КС), 3.0 (211 КС), и дизел-мотори од 1.6 (109, 112 и 114 КС), 2.0 (136, 140 и 163 КС), 2.2 (170 и 204 КС), 2.7 (204 КС) и 3.0 (241 КС).
- седан
- седан
- седан
- караван
- караван